# Napínací rám obrazu

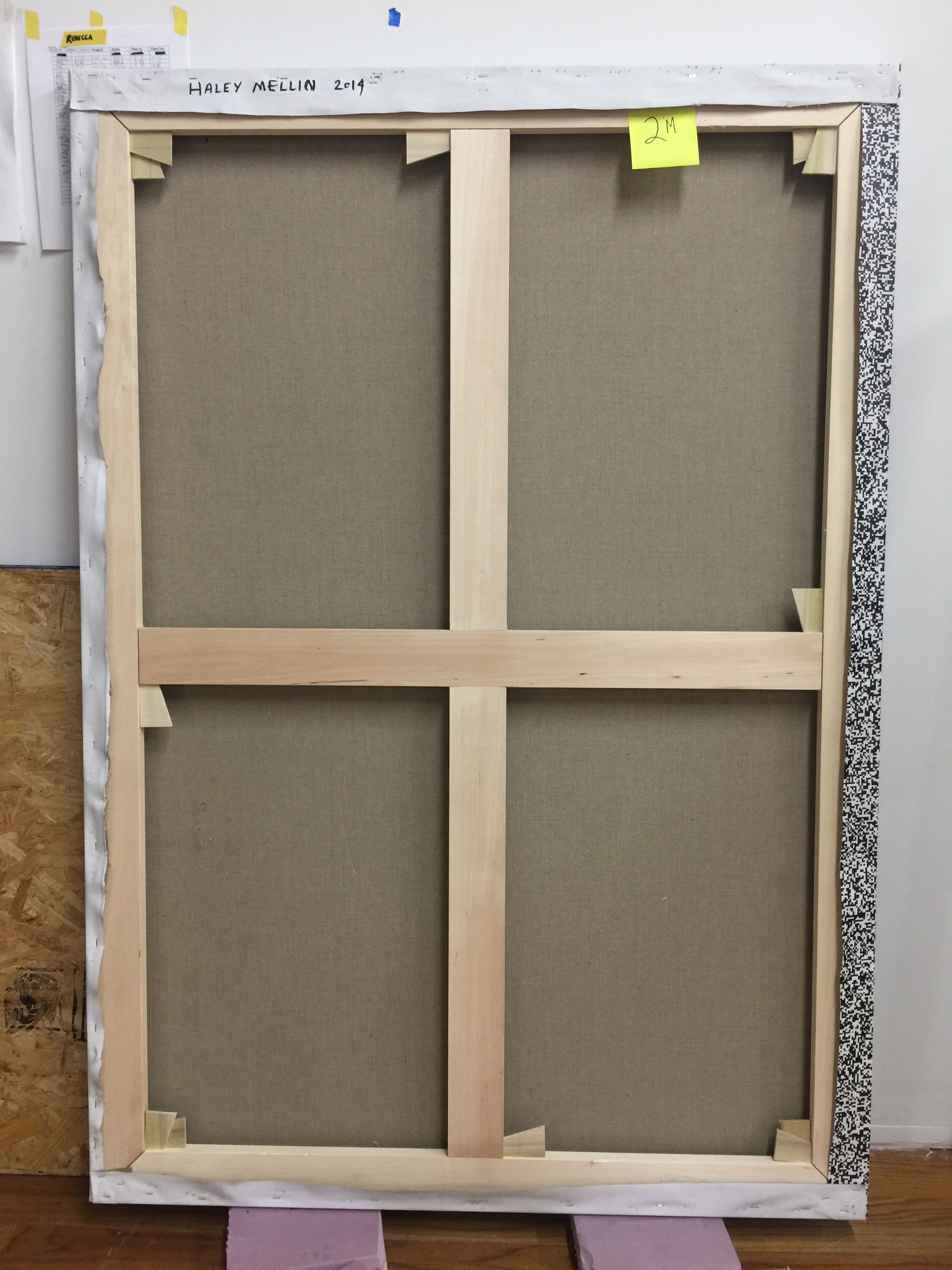
Napínací rám při pohledu na zadní stranu obrazu

Napínací rám obrazu slouží jako konstrukční opora malířského plátna. Je označován také jako „slepý rám“ (blindrám či blind rám), protože zůstává skryt pod plátnem a je patrný jen na zadní straně obrazu.

## Popis
Plátno je na rám napnuto před započetím malby a napínací rám zůstává trvalou součástí obrazu. Velikost blindrámu určuje formát (velikost) obrazu a musí mu být přizpůsoben vnější dekorativní rám.
Pro výrobu rámů se používají napínací lišty z měkkého smrkového dřeva nebo dvojitě lepené dřevo s kovovým profilem, které se méně deformuje při změně teploty.

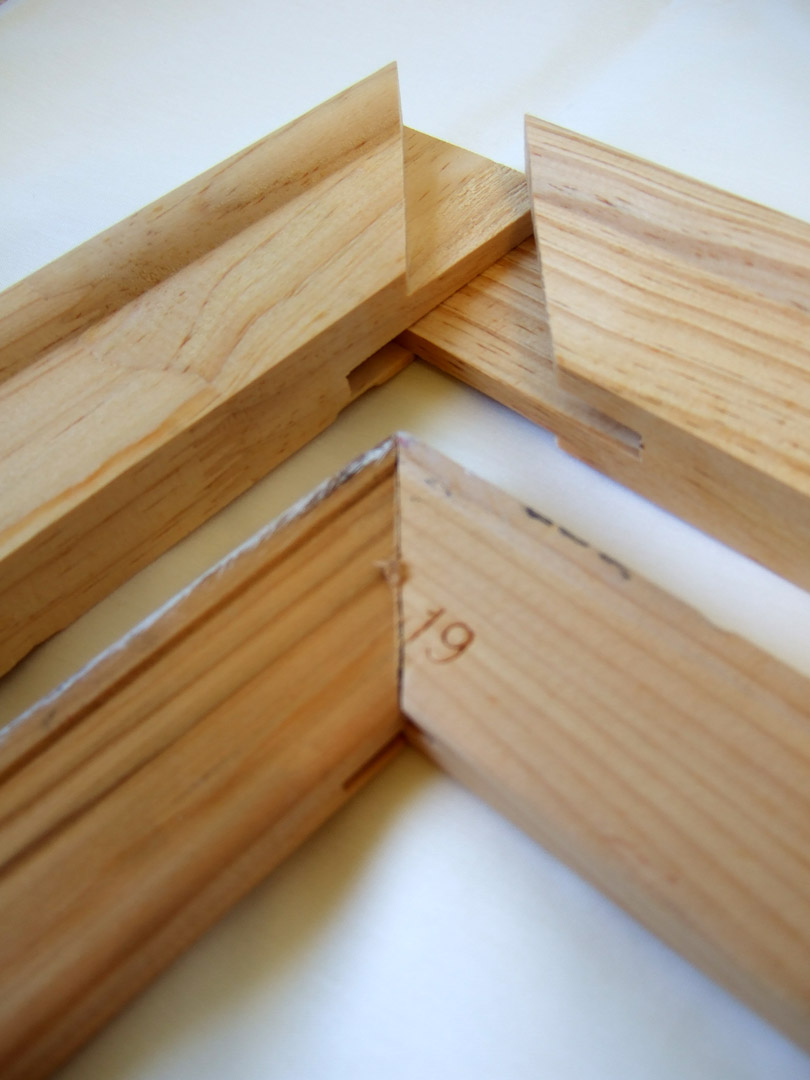
Rohové spojení napínacích lišt

Napínací rám bývá u menších formátů obrazů pevný a plátno se na něm vypíná čalounickými hřebíčky nebo pouze nastřelovacími svorkami a následným zvlhčením tkaniny.
Větší formáty rámu jsou vyztuženy příčnými zpevňovacími lištami a v rozích spojeny pokosem s úhlem 45°. Na vnitřní straně mají v rohu výřezy, do kterých se vkládají napínací klínky. Lze tak znovu vypnout plátno, které stářím povolilo, aniž by bylo nutné je sejmout z rámu. Tento typ rámu byl dříve označován jako francouzský a rozšířil se během 18. století.
Vrchní část napínacího rámu je směrem ke středu obrazu šikmo seříznuta, aby se na něj plátno nepřilepilo při aplikaci podkladových nátěrů. Hřebíčky se při vypínání plátna zatloukají postupně od středu lišt, střídavě na protilehlých stranách osnovy a útku tkaniny a zprvu jen do poloviny, aby bylo možné vypnutí opravit. Nakonec se plátno přeloží a upevní v rozích.